# Hans-Hugold von Schwerin

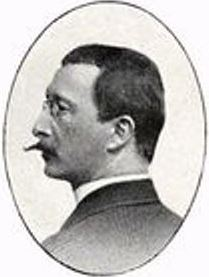
Hans-Hugold von Schwerin

Hans-Hugold von Schwerin (* 17. September 1853 auf Schloss Skarhult bei Malmö, Schweden; † 18. Dezember 1912 in Lund, Dänemark) war ein schwedischer Entdecker und Afrikaforscher. Er nahm ab Mitte der 1880er Jahre für den belgischen König Leopold II. an Expeditionen teil, die zu dieser Zeit auf dem Gebiet des Kongo-Freistaats organisiert wurden.

## Biografie
Hans-Hugold von Schwerin gehörte der weit verzweigten deutschen Adelsfamilie Schwerin an, von der 1717 ein Zweig nach Schweden gezogen war. Er war der zweitgeborene Sohn von Jules von Schwerin (* 5. Oktober 1810; † 1. Juli 1880), Herr auf Schloss Skarhult und von 1867 bis 1875 Mitglied des schwedischen Reichstags für die Provinz Malmöhus län. Seine Mutter war Ingeborg von Schwerin, geborene Rosencrantz (* 11. März 1828; † 25. August 1894).
Er studierte an der Universität Lund, wo er 1884 zum Doktor der Philosophie promovierte und anschließend das Fach Geographie unterrichtete. Er interessierte sich sehr für Anthropologie und nahm als Delegierter schwedischer Gelehrtengesellschaften weltweit an Kongressen teil.
1885 erhielt er von der schwedischen Regierung den Auftrag, über mögliche Chancen für sein Land im Kongobecken zu berichten. Vor seiner Abreise nach Afrika verbrachte von Schwerin zwei Wochen in Belgien, wo er von König Leopold II. empfangen wurde. Weiterhin versprach er dem Direktor der Geographischen Bewegung in Brüssel, ihm Berichte über seine Arbeit zu schicken.

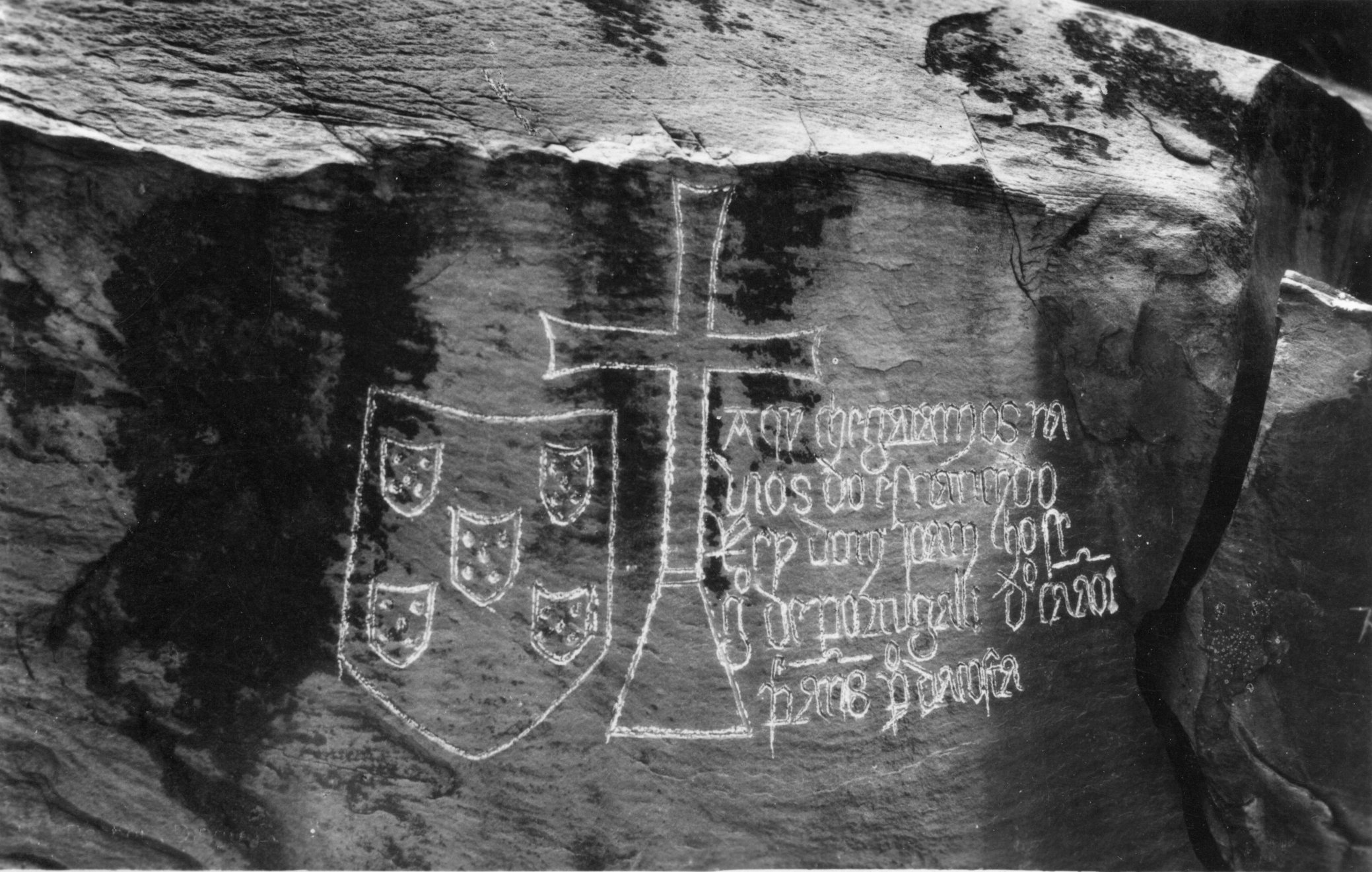
Matadi, Kongo, Steinlegung durch Diogo Cão.

Am 14. November 1885 kam er im Kongo an und begann seine Erkundungen. Er startete am Fluss Kasai in Luebo. Eine zweite Reise führte ihn zu den Stanley Falls (heute Boyomafälle) und über Makanza, wo er die ethnologischen Forschungen von Camille-Aimé Coquilhat studierte. Nachdem er Kinshasa am 17. Juli 1886 verlassen hatte, erreichte er die Wasserfälle am 18. August. Er organisierte eine dritte Expedition rund um den Stanley Pool (heute Pool Malebo), die er mit dem Kanu durchführte, um Fauna und Flora zu studieren. Von Schwerin verglich den Süden der Pool-Gegend, die Manguele-Region, mit dem Yellowstone-Nationalpark. Er unternahm auch die Erkundung des Inkisi-Flusses, der in den Kongo mündet. Er ist einer der ersten europäischen Besucher, der diese Regionen betrat, und der Empfang der afrikanischen Bakongo-Bevölkerung dort war gastfreundlich.
Während einer seiner letzten Reisen entdeckte er zusammen mit dem Portugiesen F. de França den Padrão in Matadi, eine Steinmarkierung mit den Symbolen Portugals, der 1485 vom portugiesischen Entdecker Diogo Cão als Beweis seiner Durchreise errichtet wurde. Als er 1887 nach Europa zurückkehrte, wurde er zum Konsul des Freistaats Kongo in seiner Stadt Lund ernannt, der für Schweden, Norwegen und Dänemark zuständig war. Er beendete seine Karriere als Professor für Geographie und politische Ökonomie an der Universität Lund.